# For Beautiful Human Life
『For Beautiful Human Life』（フォー・ビューティフル・ヒューマン・ライフ）は、キリンジの5枚目のスタジオ・アルバム。2003年9月26日に東芝EMIから発売された。
2013年9月25日、「絶対名盤J-Premium」シリーズの一枚としてSHM-CD盤、2016年3月2日 にアナログ盤が、いずれもユニバーサルミュージックから発売。

## 概要
デビューから関わっていた冨田恵一がキリンジをプロデュースした最後のアルバム。ジャケットは黒をバックにしたメンバー二人の横顔の写真。タイトルは、「光と影」「ビター&スイート」のような言葉を探していて、堀込泰行が提案したもの。なお、カネボウ化粧品のかつてのキャッチコピーと同じであるため、一部ファンの間では通称として「カネボウ」と呼ばれている。

## 収録曲
1. 奴のシャツ
作詞・作曲：堀込高樹
2. カメレオンガール
作詞・作曲：堀込泰行
12枚目のシングル。
3. 僕の心のありったけ
作詞・作曲：堀込高樹
4. 愛のCoda
作詞・作曲：堀込高樹
5. 繁華街
作詞・作曲：堀込泰行
6. ブルー・ゾンビ
作詞・作曲：堀込泰行
7. ハピネス
作詞・作曲：堀込高樹
8. 嫉妬
作詞・作曲：堀込高樹
9. the echo
作詞・作曲：堀込高樹
10. カウガール
作詞・作曲：堀込泰行
11. スウィートソウル
作詞・作曲：堀込泰行
11枚目のシングル。

（以下はアナログ盤のボーナス・トラック）
1. YOU AND ME
13枚目のシングル。ドラムに矢部浩志（当時カーネーション）が参加している。
2. 十四時過ぎのカゲロウ
14枚目のシングル。
3. 冠水橋
14枚目のシングル「十四時過ぎのカゲロウ」収録曲。